# Rüdiger Bach
Rüdiger Bach (* 17. August 1964 in Karlsruhe) ist ein deutscher Schauspieler, Autor und Moderator. Bekanntheit erlangte er unter anderem durch Gastauftritte in den Serien Marienhof, Dahoam is Dahoam, Kitz und Alles was zählt, seine Darbietung des Ein-Mann-Stücks Brachland von Brian Lausund sowie als Bundeskanzler im Lidl-Werbespot Lidlstellar unter der Regie von David Helmut.

## Werdegang
Rüdiger Bach wurde am 17. August 1964 in Karlsruhe geboren. Im Alter von 12 Jahren trat er in die Theater-AG seiner Schule ein und beschloss, Schauspieler zu werden. Nach der mittleren Reife besuchte er die ehemalige Badische Schauspielschule Karlsruhe und sammelte erste Theatererfahrungen in München.
Seit 1985 spielte er an Bühnen wie dem Volkstheater Frankfurt oder dem Düsseldorfer Schauspielhaus. Ab Mitte der Neunzigerjahre trat er erstmals auch im Fernsehen auf, unter anderem in Bei aller Liebe (ARD), Aktenzeichen XY ... ungelöst (ZDF) und Marienhof (ARD). Gleichzeitig gastierte er regelmäßig am Theater an der Rott in Eggenfelden. Dort wirkte er 2013 in Ox und Esel mit. 2016 folgte die Rolle des Osgood Fielding in Sugar, basierend auf dem Billy-Wilder-Film Manche mögen's heiß mit Marilyn Monroe und Tony Curtis aus dem Jahre 1959.
2017 gab Bach bei Autor und Regisseur Brian Lausund ein Stück gegen Rechtsextremismus und Rassismus in Auftrag. Die Uraufführung des Werkes, Brachland, fand noch im selben Jahr ebenfalls im Theater an der Rott statt. Zudem feierte im Oktober des Jahres das Oscar-Wilde-Stück Lady Windermere's Fächer mit Bach in einer Doppelrolle als Lord Augustus Lorton und dessen Zwillingsschwester Herzogin von Berwick Premiere. 2018 gastierte das Stück bei den Bayerischen Theatertagen Fürth. Ebenfalls 2018 spielte Bach eine der Hauptrollen in Von Mäusen und Menschen von John Steinbeck.
Von 2019 an folgten Rollen in Produktionen für den Bayerischen Rundfunk (u. a. iamjosefina), ZDFneo (The Drag and Us), RTL (Alles was zählt) und Netflix (Kitz). Parallel entwickelte Bach die Figur des „Holger F.“, die er bis heute in eigenen Bühnenstücken und im Kurzfilm Holger F. – Einfach Liebe verkörpert. Der Kurzfilm, bei dem Thomas Schwendemann Regie führte, zählte zur offiziellen Auswahl beim Berlin FFI Festival, dem Europa-Independent-Film-Festival und dem Queer Film Festival San Jose, Kalifornien. Der Kurzfilm Paradiso (Regie: Alex Kurt, Rolle: Uwe) war zudem bei den Camgaroo Awards im Bereich Comedy nominiert.
2023 stand Bach für den Halloween-Werbespot Lidlstellar vor der Kamera, in dem er unter der Regie von David Helmut einen Bundeskanzler mit Augenklappe darstellte. Der Lidl-Werbefilm wurde allein auf YouTube mehr als 2,6 Millionen Mal aufgerufen.

## Besonderes
Während der Corona-Pandemie verfasste Bach ein Mutmach-Buch für Schauspielende namens Nimm dich selbst bei der Hand.
Als Produzent bringt er eigene Stücke wie Holger F., eine für 2024 geplante Komödie sowie alljährlich Scrooge, eine Form der Weihnachtsgeschichte, auf deutsche Bühnen. Bach agiert zudem als Moderator.